# Феделешою (Вилча)
Феделешою (рум. Fedeleșoiu) — село у повіті Вилча в Румунії. Входить до складу комуни Деєшть.
Село розташоване на відстані 156 км на північний захід від Бухареста, 5 км на північ від Римніку-Вилчі, 102 км на північний схід від Крайови, 110 км на південний захід від Брашова.

## Населення
За даними перепису населення 2002 року у селі проживали 1000 осіб, з них 999 осіб (99,9%) румунів. Усі жителі села рідною мовою назвали румунську.